# Really
| Recensione                        | Giudizio        |
| --------------------------------- | --------------- |
| AllMusic                          | [ 1 ]           |
| Robert Christgau                  | B               |
| The New Rolling Stone Album Guide | [ 3 ]           |
| Sputnikmusic                      | 3.8 (Excellent) |
| Dizionario del Pop-Rock           | [ 5 ]           |
| 24.000 dischi                     | [ 6 ]           |

Really è il secondo album di J.J. Cale, pubblicato dalla Shelter Records nel dicembre del 1972.
L'album si classificò al novantaduesimo posto (6 gennaio 1973) della Chart statunitense Billboard 200.

## Tracce
Lato A
1. Lies – 2:54 (J.J. Cale) – Registrato l'8 aprile 1972 al "Muscle Shoals Sound Studio", Muscle Shoals, Alabama
2. Everything Will Be Alright – 3:16 (J.J. Cale) – Registrato il 6 aprile 1972 al "Quadraphonic Studio" di Nashville, Tennessee
3. I'll Kiss the World Goodbye – 1:45 (J.J. Cale) – Registrato il 10 aprile 1972 al "Quadraphonic Studio" di Nashville, Tennessee
4. Changes – 2:20 (J.J. Cale) – Registrato il 6 aprile 1972 al "Quadraphonic Studio" di Nashville, Tennessee
5. Right Down Here – 3:14 (J.J. Cale) – Registrato il 7 aprile 1972 al "Quinvy Studio", Muscle Shoals, Alabama
6. If You're Ever in Oklahoma – 2:07 (J.J. Cale) – Registrato il 4 aprile 1972 al "Bradley's Barn", Mt. Juliet, Tennessee

Lato B
1. Ridin' Home – 2:41 (J.J. Cale) – Registrato il 27 giugno 1972 al "Bradley's Barn", Mt. Juliet, Tennessee
2. Going Down – 3:02 (Don Nix) – Registrato il 9 luglio 1972 al "Moss Rose Studio" di Nashville, Tennessee
3. Soulin' – 2:23 (J.J. Cale) – Registrato il 7 aprile 1972 al "Quinvy Studio", Muscle Shoals, Alabama
4. Playing in the Street – 2:24 (J.J. Cale) – Registrato il 4 aprile 1972 al "Bradley's Barn", Mt. Juliet, Tennessee
5. Mo Jo – 2:29 (McKinley Morganfield) – Registrato il 9 luglio 1972 al "Moss Rose Studio" di Nashville, Tennessee
6. Louisiana Women – 3:04 (J.J. Cale) – Registrato il 4 aprile 1972 al "Bradley's Barn", Mt. Juliet, Tennessee

## Musicisti
Lies
- J.J. Cale  - chitarra solista, voce
- Joann Sweeney - voce
- Jimmy Johnson - chitarra
- Barry Beckett - pianoforte elettrico
- Bob Phillips - tromba
- Don Sheffield - tromba
- Bill Humble - trombone
- Norm Ray - trombone baritono
- David Hood - basso
- Roger Hawkins - batteria
- Bob Holmes - arrangiamenti strumenti a fiato
- Jerry Masters - ingegnere delle registrazioni

Everything Will Be Alright
- J.J. Cale - chitarra, voce
- Bobby Woods - pianoforte
- Norbert Putnam - basso
- Farrell Morris - batteria
- Gene Eichelberger - ingegnere delle registrazioni

I'll Kiss the World Goodbye
- J.J. Cale - chitarra, voce
- David Briggs - pianoforte
- Norbert Putnam - basso
- Kenneth Buttrey - batteria
- Gene Eichelberger - ingegnere delle registrazioni

Changes
- J.J. Cale - chitarra, voce
- Bobby Woods - pianoforte
- Norbert Putnam - basso
- Farrell Morris - batteria
- Gene Eichelberger - ingegnere delle registrazioni

Right Down Here
- J.J. Cale - chitarra ritmica, voce
- Jimmy Capps - chitarra
- Mac Gayden - chitarra
- Kossie Gardner - organo
- Bob Phillips - tromba
- Don Sheffield - tromba
- Bob Ray - basso
- George Soule - batteria
- Robert Tarrant - congas
- David Johnson - ingegnere delle registrazioni

If You're Ever in Oklahoma
- J.J. Cale - chitarra solista, voce
- Jimmy Capps - chitarra
- Josh Graves - dobro
- Vasser Clements - fiddle
- Joe Zinkan - basso
- Farrell Morris - percussioni
- Joe Mills - ingegnere delle registrazioni

Ridin' Home
- J.J. Cale - chitarra, basso, pianoforte, batteria, voce
- Charlie McCoy - armonica
- Joe Mills - ingegnere delle registrazioni

Going Down
- J.J. Cale - chitarra solista, pianoforte elettrico, voce
- Bill Boatman - chitarra
- Gary Gilmore - basso
- Jimmy Karstein - batteria
- Audie Ashworth - ingegnere delle registrazioni

Soulin'
- J.J. Cale - chitarra ritmica, voce
- Mac Gayden - chitarra slide
- Bob Ray - basso
- George Soule - batteria
- Robert Tarrant - tamburello
- David Johnson - ingegnere delle registrazioni

Playing in the Street
- J.J. Cale - chitarra solista, voce
- Jimmy Capps - chitarra
- Vasser Clements - fiddle
- Joe Zinkan - basso
- Farrell Morris - percussioni
- Joe Mills - ingegnere delle registrazioni

Mo Jo
- J.J. Cale - chitarra solista, voce
- Bill Boatman - chitarra
- Gary Gilmore - basso
- Jimmy Karstein - batteria
- Audie Ashworth - ingegnere delle registrazioni

Louisiana Women
- J.J. Cale - chitarra solista, voce
- Jimmy Capps - chitarra
- Josh Graves - dobro
- Vasser Clements - fiddle
- Joe Zinkan - basso
- Farrell Morris - congas
- Joe Mills - ingegnere delle registrazioni

Note aggiuntive
- Audie Ashworth - produttore (per la Audiogram Inc.)
- Registrato al Muscle Shoals Sound Studio di Muscle Shoals (Alabama) (brano: A1)
- Registrato al Quadraphonic Sound Studios di Nashville (Tennessee) (brani: A2, A3 e A4)
- Registrato al Quinvy Recording Studio  di Muscle Shoals (Alabama) (brani: A5 e B3)
- Registrato al Bradley's Barn di Mt. Juliet (Tennessee) (brani: A6, B1, B4 e B6)
- Registrato al Moss Rose Studio di Nashville (Tennessee) (brani: B2 e B5)
- Bill Plymat - fotografia (di J.J. Cale, interno copertina album)[10]